# عبدي فارح شردون
عبدي فارح شردون (1958 طوس مريب جلجدود -) رئيس وزراء الصومال منذ أكتوبر 2012م. وهو خبير اقتصادي ورجل أعمال أقام في العاصمة الكينية نيروبي منذ سقوط الحكومة عام 1991م وحتى توليه المنصب. عينه الرئيس حسن شيخ محمود بعد مشاورات سياسية، وقد أقام علاقات تجارية وصداقات مع جميع مناطق الصومال ومكونات شعبه خلال عمله.

## النشأة والحياة الشخصية
أكمل مراحله الدراسية الأولية في محافظة جلجدود وسط الصومال، ثم انتقل إلى العاصمة لتكملة الدراسة. وينتمي إلى قبيلة الدارود من فخد المريحان.
وهو متزوج من عائشة حاجي علمي ويعتبرها ملهمته السياسية، فهي التي حفزته على المشاركة السياسية، إذ سبقته في المجال السياسي. فقد شغلت في حكومة عبد القاسم صلاد حسن منصب مستشارة للشؤون المالية، وقالت إنها خاضت هذه التجربة السياسية تمثيلاً للمرأة الصومالية التي سجلت غياباً عن المجالس الحكومية. كما أنها ناشطة سلام تعمل في مجال حقوق الطفل والمرأة، وتشغل حالياً نائبة في البرلمان، وقد حازت على جائزة «رايت لايف هود» (جائزة نوبل البديلة) عام 2008، تكريماً لجهودها الإنسانية خلال عملها في هيئة «انقذوا أطفال ونساء الصومال» التي أسستها عام 1991 بعد اندلاع الحروب الأهلية في الصومال.

## الأكاديمية والحياة العامة
في عام 1983 تخرج من الجامعة الوطنية الصومالية التي كانت قائمة آنذاك، فنال درجة البكالوريوس من كلية الاقتصاد، ثم بعدها عمل مستشاراً اقتصادياً لدى وزارات المالية والاقتصاد الوطني والزراعة في الأعوام ما بين 1983 و1985، وانتقل بعد هذه الفترة إلى العمل التجاري كموظف في شركة "Bretton woods institutions" في بداية عمله التجاري، وبعدها أصبح مؤسس ومدير شركة "Shirdon International Ltd" حتى تاريخ انهيار الحكومة الصومالية عام 1991. ثم هاجر إلى كينيا وأسس شركة سماها "Shitraco Ltd&Sham".